# Aisemont
Aisemont (wa. Ezemonts) – dzielnica (section) miasta Fosses-la-Ville w Belgii, w Regionie Walońskim, w prowincji Namur, w okręgu Namur. 1 stycznia 2020 roku liczyła 666 mieszkańców. Do 31 grudnia 1976 r. samodzielna gmina. Leży nad rekami Sambrą i Mozą.

## Demografia
Liczba mieszkańców, stan na 1 stycznia:
| Rok                | 1930 | 1947 | 1961 | 2020 |
| ------------------ | ---- | ---- | ---- | ---- |
| Liczba mieszkańców | 738  | 715  | 667  | 666  |